# Vandenboschia wallichianus
Vandenboschia wallichianus là một loài dương xỉ trong họ Hymenophyllaceae. Loài này được Laharpe mô tả khoa học đầu tiên..
Danh pháp khoa học của loài này chưa được làm sáng tỏ. 